# Арбузов, Тимур Денисович
Тимур Денисович Арбузов (14 апреля 2004; Кропоткин, Краснодарский край, Россия) — российский дзюдоист и самбист, чемпион мира 2025 года, чемпион Европы 2025 года, серебряный призёр чемпионата мира 2024 года, серебряный медалист Чемпионата России по дзюдо (2022).

## Биография
Родился 14 апреля 2004 года в городе Кропоткине Краснодарского края.
Окончил МБОУ СОШ № 17 из 9 классов в 2020 году, после чего поступил в Кабардино-Балкарский государственный университет (КБГУ). На конец 2023 года учился на 4-м курсе педагогического колледжа. Мастер спорта по дзюдо.

## Спортивные достижения
Весной 2024 года на предолимпийском чемпионате мира, который состоялся в Объединённых Арабских Эмиратах, Тимур завоевал серебряную медаль. В финале он уступил сопернику из Грузии Тато Григалашвили.
В апреле 2025 года на чемпионате Европы в Подгорице завоевал золотую медаль. В финальной схватке победил соперника из Грузии Тато Григалашвили. В июне 2025 года на чемпионате мира в Будапеште в весовой категории до 81 кг завоевал золотую медаль. В схватке за титул одолел соперника из Грузии Тато Григалашвили.

### Дзюдо
- — Серебряный призёр первенства России (2018)
- — Бронзовый призёр первенства России (2019)
- — Победитель первенства России (2021)
- — Победитель первенства России (2021)
- — Победитель первенства Европы (2021)
- — Бронзовый призёр первенства России (2022)
- — Серебряный призёр чемпионата России (2022)
- — Победитель первенства России (2023)
- — Бронзовый призёр первенства мира (2023; Португалия)[3][9][10].
- — Серебряный призёр чемпионата мира (2024)
- — Чемпион Европы (2025)
- — Чемпион мира (2025)

### Самбо
- — Победитель первенства России (2018)
- — Победитель первенства мира (2018)